# Девушка и пять парней

Оригинальное изображение

«Девушка и пять парней» (англ. Piper Perri Surrounded, с англ. — «Пайпер Перри в окружении», также встречаются название «Девушка и пять негров») — интернет-мем, представляющий собой снимок из порнофильма в жанре гэнг-бэнг «Orgy Is the New Black», где порноактриса Пайпер Перри сидит на диване, а позади неё стоят 5 чернокожих мужчин.

## История
9 октября 2015 года на сайте colette.com было опубликовано видео «Orgy Is the New Black». Видео представляет собой порнофильм, в котором Пайпер Перри совершает половые акты с пятью чернокожими мужчинами. Тема фильма является производной от популярного сериала Netflix «Оранжевый — хит сезона», в котором белая женщина по имени Пайпер Чепмен содержится в женской тюрьме.
29 января 2016 года анонимный пользователь социальной сети 9GAG опубликовал изображение из видео, на котором Перри сидит перед пятью мужчинами. На изображении под названием написано «Моё финансовое положение в двух словах», пятеро мужчин с надписями «Студенческий кредит», «Деловая жизнь», «Счета», «Аренда» и «Банковский счет», Перри помечена как «Я». После этого изображение приняло много других вариантов от других пользователей. Иногда люди находили сходства на разных фотографиях с этим изображением.
Мем с блондинкой в окружении пяти чернокожих партнёров получил неожиданное развитие, превратившись в метамем: со второй половины 2018 года он стал использоваться в виде разнообразных картинок, включающих изображения одного белого и пяти тёмных объектов, — весьма далеких от первоначального содержания. В дальнейшем стало меняться и число объектов, причём как белых, так и темных. Летом 2018 года мем вновь стал вирусным.